# Парк Захисників України (Київ)
Парк Захисників України — міський парк, розташований у Солом'янському районі міста Києва, вздовж проспекту Повітряних Сил, між вулицями Вінницькою, Федора Ернста, Святослава Хороброго

## Історія
Попри масове будівництво в 1960-х роках, у південній частині Чоколівки залишилася незабудованою місцевість, обмежена проспектом Повітряних Сил, вулицями Вінницькою та Ернста. Дерева, що росли тут іще раніше, утворювали паркову зону, яка довго не мала власної назви й неофіційно звалася "парком на вулиці Вінницькій". 
У 2010-х вона отримала офіційний статус парку, який спочатку називався Вінницьким.  2016 року паркову зону впорядкували, оновили покриття доріжок, встановили лавки та влаштували дитячий майданчик. 19 грудня 2019 року їй присвоєно назву "Парк Захисників України". 23 грудня 2019 року відкрито пам'ятник воїнам-інтернаціоналістам.
Загальна площа парку – 5,44 га. Його засаджено листяними породами дерев (клени, липи, берези, тополі, каштани).